# Benirabe
Benirabe, Binarabe o Benarabe, es el nombre de la alquería andalusí a la que se trasladaron los habitantes cristianos del Castell Vell durante la Edad Media para fundar la actual ciudad de Castellón de la Plana (España).

## Toponimia
Hoy en día Benirabe es un topónimo desaparecido al ser suplantado por el de Castellón heredado de la antigua localización de la población, aunque si bien fue recuperado, en su forma Benárabe, para nombrar a una de las calles trazadas en el este del casco urbano durante la época del desarrollismo franquista.
Sin embargo sí se ha estudiado su posible origen y de entre los diferentes análisis que se han realizado para este topónimo, se cree que podría proceder del prefijo Beni que significaría «gentes de», «hijos de» o «descendientes de» y del que a menudo se ha dicho que sirve para introducir nombres de tribus norteafricanas asentadas en las tierras que llevan su nombre, pero también podría ser el nombre dado a un conjunto poblacional que comparte unas características geográficas comunes; así la segunda parte del nombre contiene las raíces /raba'/, /rabi:' a/ o /rabi:'/, por lo que Benirabe podría significar, respectivamente, ‘los del montículo’, ‘los del campamento o residencia’ o bien ‘los del canal de riego’.
Existen muchas variantes ortográficas de este topónimo: Binarabe, Vinarabe, Benárabe, Benarabe, o Benirabe, entre otras.

## Ubicación
Se desconoce la ubicación tanto de esta como de la mayoría de alquerías musulmanas que se situaban en el actual término municipal de Castellón, por lo que existen diversas teorías sobre su posición geográfica. Además algunas de las fuentes que tradicionalmente se han considerado históricas son realmente leyendas o tergiversaciones históricas aparecidas durante los siglos XVIII y XIX así como la falta de restos arqueológicos de envergadura contribuyen a este desconocimiento.
Todo parece indicar que Benirabe se ubicaba en un camino, posiblemente un desvío del de origen romano que iba de Borriol a la Costa y que habría sido desviado para conectar directamente con las alquerías más importantes de Fadrell y Vinamargo, que sería la actual calle Mayor, o la calle Pescadores. Esto ubicaría la alquería en el núcleo histórico de la ciudad, no sabiendo posicionarla exactamente entre la plaza Mayor, o al sudeste en torno a la plaza Hernán Cortés, donde se habrían encontrado restos de unos baños árabes. También cerca de todos estos emplazamientos, bajo el antiguo Cine Avenida, situado en el cruce de la plaza Cardona Vives con la calle Pescadores, habría aparecido una necrópolis musulmana.
Otra hipótesis es que Benirabe se encontrase fuera del que sería el recinto amurallado construido posteriormente, pero inmediatamente junto a él, siendo el posible emplazamiento en torno a las calles Escultor Viciano, Guitarrista Tárrega, Asensi y Temprado, es decir justo al sur del núcleo histórico, separado de él por el barranco del Vallàs.
Muy cerca de Benirabe, probablemente en el mismo camino y quizás ocupando alguna de las ubicaciones más centrales señaladas, estaría la alquería de Benimahomet, de la que realmente solo se conoce su existencia por fuentes cristianas.
Las leyendas y la historiografía tradicional dicen que Castellón se habría fundado en un paraje denominado Palmeral de Burriana al ser esta la principal población de la época, pero resuta improbable que una especie como la del palmito, la única especie de palmera endémica de la península ibérica, encontrase las condiciones adecuadas para arraigar de forma natural. No lejos de los emplazamientos citados, donde estaba antiguamente el asilo, se encontraba el viejo convento de frailes agustinos que habría sido fundado en persona por San Guillermo de Maleval y su discípulo Alberto antes de la conquista cristiana de la zona.

### Geografía
Las condiciones geográficas de Benirabe la sitúan dentro de la llanura aluvial, en la zona de cultivos de secano y rodeada de un gran pinar que se extendía al sur del núcleo histórico, pero muy cerca de la zona de huerta que era el principal sustento económico de la época y que alejaba la insalubridad de las zonas húmedas y pantanosas de la marjal que se extendían desde el Caminás hasta el mar Mediterráneo. Es de señalar que Benirabe se ubicaría alejada y a mayor cota de la mayoría de alquerías y espacios de interés del momento, que se encontraban junto al Caminás o en la montaña junto al castillo de Fadrell.
Estas huertas que se situaban al sur de Benirabe tendrían un sistema de riego, quizás propio, quizás con aguas provenientes del río Mijares dado que se desconoce si el actual sistema de riegos es de origen árabe o incluso romano, o es inmediatamente posterior a la conquista cristiana; que tendría una acequia principal, posteriormente denominada Mayor, y que circulaba ya sea por su cauce ampliamente docunetado de la actual calle Gobernador Bermúdez de Castro, o antes de ser desviada unos metros hacia el sur, sería llamada de Benirabe o Mayor Vieja y que discurriría por la actual calle Temprado.

## Historia
Apenas existen fuentes históricas sobre la etapa de dominación musulmana al norte del Mijares por lo que se desconoce el origen de las numerosas alquerías que poblaban la zona. Gracias al geógrafo al-Idrisi en su obra del siglo XII Descripción de España, y que luego sería repetido por la Dotalía de la Catedral de Tortosa de 1178, el Castell Vell sería el centro de un ḥiṣn; es decir un distrito castral, una subdivisión territorial cuya cabecera estaba en un castillo; que llevaría el nombre de Fadrell al ser esta la principal alquería al norte del río, y que a su vez pertenecería a la cora de Burriana, pero que al contrario de lo que se ha dicho históricamente, esta organización territorial no comportaba ninguna dependencia administrativa entre ambas poblaciones. Formarían parte de este distrito castral unas 20 alquerías, entre ellas la Almazora y la de Benirabe.
En julio de 1233 Jaime I de Aragón conquista Burriana y tras ella, entre los meses de agosto y noviembre, van cayendo en numerosas algaradas todas las poblaciones de las comarcas del Bajo Maestrazgo y las de  la Plana Alta y Alcalatén y muy dependiente para sobrevivir de la medina burrianense, que rápidamente serían conquistadas o rendidas en numerosas algaradas producidas entre los meses de agosto y noviembre de ese mismo año, una de las cuales produjo la capitulación del castillo de Fadrell, ocurrida sin derramamiento de sangre dado que la población musulmana no fue expulsada del término del castillo.
Durante década y media después de la conquista cristiana no se tiene noticia alguna de Benirabe. 
Después de 9 años tras la conquista de Valencia, en 1247, estalla en la revuelta mudéjar encabezada por el caudillo Al-Azraq y que afectó a todo el Reino de Valencia ya que su fin provocó la expulsión de la población musulmana, que en el caso de la de la Plana se refugió en la sierra de Espadán. Esto provocó una grave crisis demográfica que inmediatamente sería aprovechada por el rey para repoblar definitivamente la zona con habitantes cristianos procedentes del resto de la Corona de Aragón. Del 5 de octubre de 1248 data una partida en el Llibre del Repartiment en el que se donan casas en el castillo, tierras en la alquería de Benifairén y huertos en la de Benirrabe.
Hasta este momento había sido 2.º Señor de Castellón Pedro de Portugal junto a la Iglesia de San Vicente de la Roqueta de Valencia. El primero ante la expulsión de la población mozárabe de sus dominios elevó un pleito que fue resuelto por la reina Violante de Hungría en arbitraje el 24 de febrero de 1249 en el que se indemnizaba al infante con una suma de dinero a cambio de la obligación de mantener una guarnición militar de 5 hombres en el Castell Vell. Tan pronto como este arbitraje fue resuelto, se confirmó en un laudo del 26 de marzo de 1249 la donación de 1248, gracias al que se conoce que se otorgaron 30 propiedades en Benirabe.Esta orden, que solo confirmaba hechos ya acaecidos parece que se completó el 8 de agosto de 1250 cuando parece ser que toda la población, excepto la guarnición militar, habría abandonado el castillo. Aunque también podría haber sido un proceso que tardara años en completarse.
Se desconoce como se efectuó el asentamiento cristiano en Benirabe. Se estima que, en alguna de las ubicaciones posibles existiría un núcleo poblacional andalusí de una extensión de 8/12 hanegadas y de forma circular que habría sido reaprovechado y fortificado por los repobladores. A su vez, en el actual espacio comprendido entre el barranco del Agua, hoy plaza Cardona Vives; y las calles Gobernador Bermúdez de Castro, Escultor Viciano y Mayor, se habría formado un arrabal en el que la población venida a partir de 1250 se habría asentado con mayores comodidades.

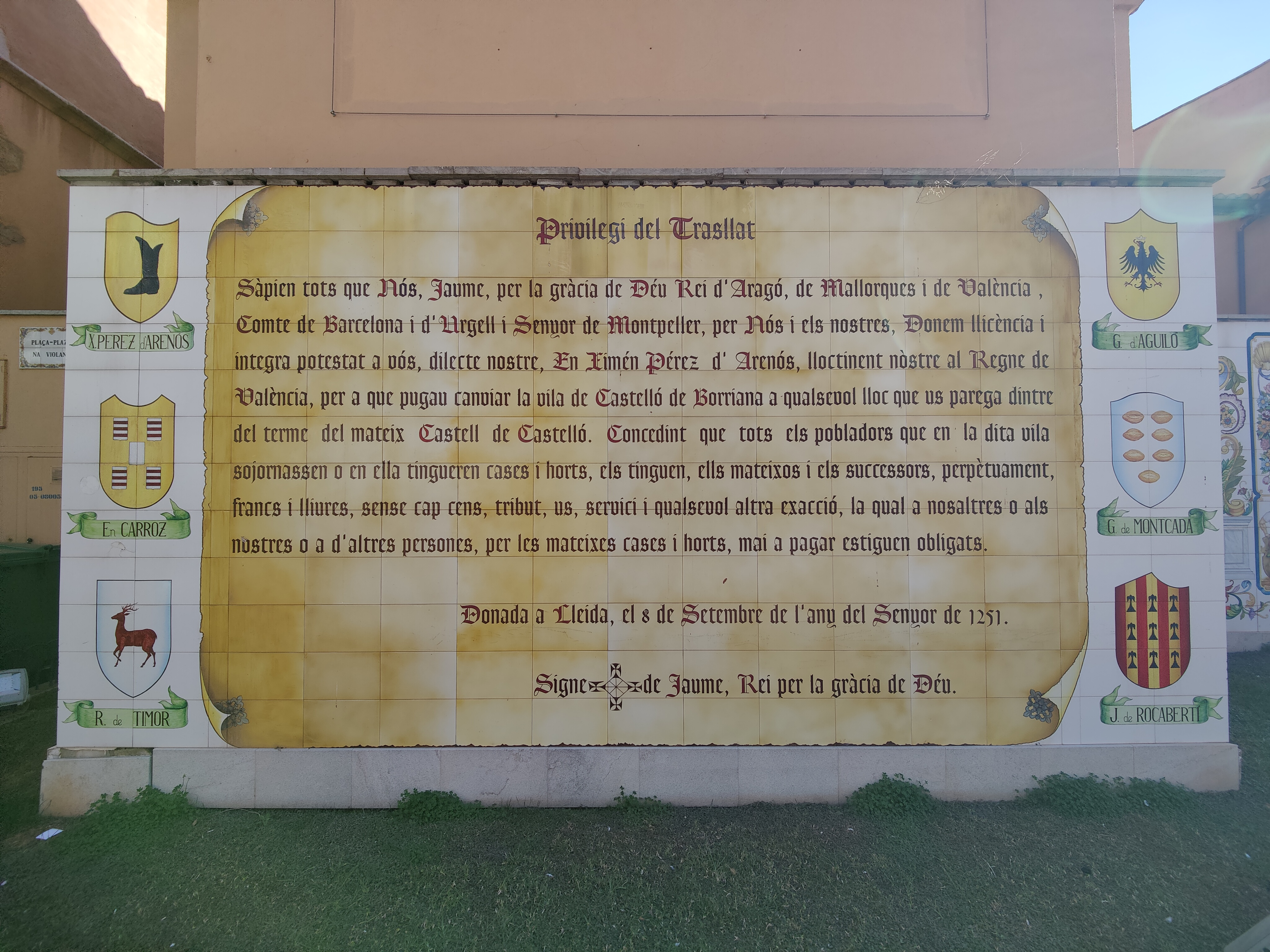
Mural de azulejos con el texto del Privilegio del Traslado

Pedro de Portugal no quedó satisfecho con el resultado ni con las intromisiones reales y se alió con Alfonso —hijo del rey, Lugarteniente General del Reino de Valencia y heredero de este territorio— provocando el enfado de Jaime I que confiscó todas sus posesiones entregándolas a su nuevo lugarteniente Ximén Pérez de Arenós, en un pleito que se alargó hasta marzo de 1251. Unos meses después, con la villa bajo dominio real, Jaime I daría el 8 de septiembre de 1251 el documento autorizando a su lugarteniente Ximén Pérez de Arenós el traslado de la villa de Castellón de la Plana al lugar dentro del término de su castillo que considerase más adecuado. Esta es la autorización por la que se procedió a la mutatio villae, es decir al traslado de las administraciones de la villa de su antiguo aposento en el Castell Vell a su nueva localización en la Plana, con toda probabilidad al lugar donde ya residía prácticamente toda la población que de ellas dependía. La tradición sitúa este traslado en una procesión con tintes más legendarios que históricos, celebrada la noche del tercer fin de semana de Cuaresma de 1252, hecho que recuerda anualmente la ciudad en la Romería de las Cañas que siglos más tarde daría origen a las fiestas de la Magdalena. A partir de este momento Benirabe, junto a otras 18 alquerías que fueron despobladas para agruparlas en el nuevo asentamiento, pasaría a ser conocido como Castellón, tal y como atestiguan documentos emitidos por la  Cancillería Real desde 1255, heredando el nombre del anterior asentamiento en las estribaciones del Desierto de las Palmas.
No hay acuerdo para datar la fecha en la que se levantó el primer recinto de murallas de Castellón ni el espacio que abarcaría. Estas se edificaron durante el siglo XIII, disputándose la fecgha exacta entre 1252 y 1272, y el espacio entre el que ocupaba el arrabal de Benirabe o llegando más hacia el norte y al este. Atendiendo a la fecha más tardía y el tamaño más pequeño como apunta Vicente Forcada Martí, la villa trasladada habría mantenido las mismas condiciones urbanas que Benirabe hasta que en enero de 1271, durante una visita de Jaime I a Castellón, se discutió con el rey la posibilidad ampliar y mejorar el asentamiento. Por ello el 17 de febrero de 1272, Jaime Sarroca procurador de San Vicente de la Roqueta y el propio rey confirman la asignación hecha por el baile de Murviedro Robaldo de Voltorasch para construir un recinto amurallado con foso y tres torres. significando el comienzo de un largo periodo de reformulación de la planta urbana de la villa abandonando las trazas árabes, absorbiendo su arrabal y haciéndolo crecer hasta un tamaño la mitad de lo que el resto de expertos considera el primer recinto amurallado de Castellón, estableciendo la calle Barraca, considerada la más antigua de la ciudad, donde se construirían vivienad provisionales para alojar a los residentes de las zonas en remodelación, así como establecer el núcleo de poder en su esquina noroeste, con la plaza e iglesia Mayores. Tal vez absorbiendo urbanísticamente otra alquería de origen musulmán. Esta remodelación sería obra del arquitecto y caballero de la corte real Alonso de Arrufat, figura que en realidad surge de unas trovas apócrifas de Mosén Jaime Febrer que en realidad fueron escritas en el siglo XVII.
El último registro documental de Benirabe en la Edad Media se produce en 1318, cuando un documento sobre la disputa que Castellón mantenía con el señorío de Borriol sobre la pertenencia de la partida de Benadresa confirma que la villa de Castellón se trasladó a Benirabe.

### Posible continuidad histórica
Muchos documentos medievales sobre Castellón nombran una parte del término que sería conocida como Sas o Sasso que actualmente no se sabe situar, pero que sería muy importante en los primeros años del Castellón asentado en la Plana. Para la mayoría de expertos esta palabra haría referencia al antiguo asentamiento del Castell Vell, pero para Forcada Martí significaría ‘fortificación’, y haría referencia a la antigua Benirabe que habría quedado fuera del nuevo recinto amurallado por la parte sudeste.
Toda la historiografía indica que la población musulmana volvería a ser algo más significativa a partir de la década de 1270, por lo que es posible que en 1272 la escasa población de religión musulmana que aún quedaba en la zona se agrupara allí sin formar una comunidad estable ni protegida por las autoridades, hasta que en 1320 fuera trasladada a una morería todavía extramuros en la esquina noroeste de la villa.
Ese mismo año la corona vende el Castelló del Sas a Jaume Trulló y Jaume Pedriça, que intentan establecer un asentamiento cristiano que fracasaría en 1339 siendo abandonado. Esto significaría el fin de esta zona, bien sea un asentamiento en el cerro de la Magdalena o en la antigua alquería de Benirabe.